# Rijnlandbastaarden

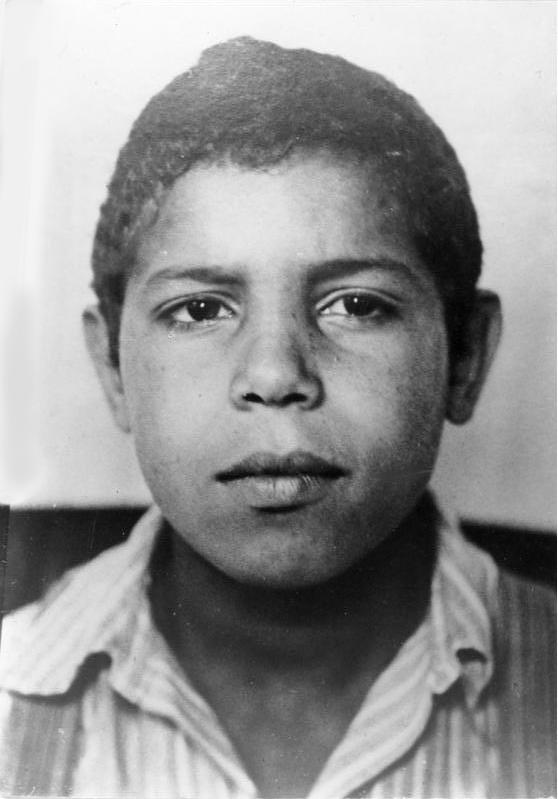
Jonge Rijnlander, door de Nazi's gedeclassificeerd als bastaard en 'erfelijk ziek' (zie bestandsbeschrijving)

Rijnlandbastaarden (Duits: Rheinlandbastarde) was de pejoratieve term waarmee in het Interbellum en de Tweede Wereldoorlog de nakomelingen van Duitse vrouwen en Afrikaanse mannen uit het Franse leger werden aangeduid. Tijdens de heerschappij van de nazi's werden zij gediscrimineerd, gedeclassificeerd als 'erfelijk ziek' en gedwongen gesteriliseerd. Zij werden overigens niet naar concentratie- of vernietigingskampen gestuurd.

## Oorsprong van de term
De term Rijnlandbastaarden kwam in zwang na 1919, toen Franse troepen het Rijnland bezetten om Duitse troepen af te houden van hernieuwde vijandige activiteiten en Duitsland te houden aan de schadevergoedingsverplichting als overeengekomen bij beëindiging van de Eerste Wereldoorlog. Onder deze Franse troepen bevonden zich Afrikaanse soldaten uit de Franse koloniën, waarvan sommigen, evenals andere geallieerde soldaten, een relatie met een Duitse vrouw kregen. De kinderen die uit deze betrekkingen voortkwamen en door hun donkere huidskeur herkenbaar waren, werden Rijnlandbastaarden genoemd omdat zij buitenechtelijke kinderen, dus bastaarden zouden zijn. Hoewel dit in lang niet alle gevallen waar was sloeg de term aan.
De bezetting van het Rijnland werd door de Duitsers als een nationale schande en vernedering beschouwd. Dat dit ook nog eens door koloniale 'inferieure' troepen gebeurde, maakte de schande in Duitse ogen alleen maar groter. Er werd dan ook neergekeken op Duitsers die zich vriendschappelijk met deze troepen inlieten, en een seksuele relatie met iemand van een 'inferieur ras' waaruit ook nog eens kinderen voortkwamen was al helemaal taboe in de ogen van de meesten. De vrouwen werden als 'hoeren en verraadsters' beschouwd en de kinderen werden met de nek aangekeken.
Een tweede categorie gemengde kinderen die gemakshalve eveneens Rijnlandbastaarden werden genoemd, werd gevormd door de nakomelingen van Duitsers die in de Duitse koloniën hadden gewoond en gewerkt, daar met een inheemse vrouw waren getrouwd, en nu gedwongen naar Duitsland terug moesten keren. Ook deze en alle andere gemengde kinderen werden Rijnlandbastaarden genoemd en gediscrimineerd.

## Rijnlandbastaarden onder de heerschappij van de nazi's
In 1933 kwamen Hitler en zijn NSDAP aan de macht. Zij waren de Rijnlandbastaarden met donkere huidskleur niet goed gezind. Hitler zelf had in Mein Kampf al geschreven dat 'de joden de negers naar de Rijn brachten', en dat de Fransen zichzelf dermate hadden laten vermengen met de zwarten, dat Frankrijk een 'Afrikaanse staat in Europa' was, 'reikend van de Congo tot de Rijn'. Bovendien bestonden er al langer, ook buiten Duitsland, stromingen die de 'inferioriteit van het zwarte ras' benadrukten, en tegen iedere vorm van vermenging met blanken pleitten. De nazi's ageerden tegen iedere zwarte culturele uiting, en verboden zelfs de tot dan toe ook in Duitsland populaire jazz.
Het Kaiser-Wilhelm-Institut für Anthropologie, menschliche Erblehre und Eugenik (KWI-A), geleid door Fritz Lenz en Eugen Fischer, werd in 1927 opgericht om de nazi's hierin ter wille te zijn. Abel, een medewerker van Fischer, verklaarde dat het Arische ras 'vreselijke gevolgen' zou ondervinden indien de Rijnlandbastaarden zich verder zouden vermengen met de Duitse bevolking, ondanks hun kleine aantal. Hoewel er geen specifieke wettelijke maatregelen tegen hen werden genomen, werd door het KWI onder Fischer in samenwerking met de Gestapo een gedwongen sterilisatieprogramma in werking gesteld. Lokale ambtenaren moesten vanaf 1937 de Gestapo gegevens verschaffen over eventueel in hun ambtsgebied wonende personen van gemengde afkomst, waarna deze personen door de Gestapo werden opgepakt en in het geheim gesteriliseerd. Men beriep zich hierbij op de Wet ter voorkoming van erfelijk belaste nakomelingen uit 1933. Dit programma gold voor het Rijnland.
In totaal zijn ongeveer 400 Rijnlandbastaarden gesteriliseerd. Na 1937 werden ze verder met rust gelaten daar de nazi's zich vanaf dan op de joden en zigeuners richtten, en bovendien hun eugenetische taak betreffende de Rijnlandbastaarden als 'voltooid' beschouwden. De Rijnlandbastaarden zijn niet opgepakt, in getto's of concentratiekampen gestopt of vermoord zoals bijvoorbeeld de joden, zigeuners, communisten, Jehova's Getuigen en homoseksuelen. Ook werden ze niet onderworpen aan het T4 euthanasieprogramma. Wel werden ze behandeld als tweederangsburgers die in alles achtergesteld werden aan 'Arische' Duitsers, wat betekende dat ze moeilijker aan werk en eten konden komen, en dat ze geen dienst mochten nemen in het Duitse leger.
Eugen Fischer zou na de oorlog, ondanks zijn bijdrage aan de eugenetica van de nazi's en zijn rol in de sterilisatie van de Rijnlandandbastaarden, afstand nemen van de Nazileer. Toch zou hij zich later nog positief uitlaten over het Apartheidsregime, en droomde hij van een 'wit Afrika'.
Voornamelijk door hun kleine aantal vormen de Rijnlandbastaarden een 'vergeten' categorie van slachtoffers van het naziregime.